# Eugène Tirvert
Eugène Tirvert, né le 19 novembre 1881 à Rouen,, mort le 20 février 1948 à Rouen (Seine-Inférieure), est un peintre français.

## Biographie
Peintre de l'école de Rouen, Eugène Tirvert débute en peignant sur le motif, influencé par l'impressionnisme, des paysages de Rouen et de sa campagne, jusqu'en 1910. Il adopte alors l'esthétique fauve et une vision plus synthétique, aux francs à-plats, tout en restant un coloriste subtil. Maurice Louvrier, Robert Antoine Pinchon, Pierre Dumont sont ses proches amis. Avec eux, mais aussi avec André Derain, Raoul Dufy, Henri Matisse, Maurice de Vlaminck, Gaston Prunier et Tristan Klingsor, il constitue le Groupe des XXX, groupe de trente artistes indépendants qui, après une exposition à la Galerie Legrip à Rouen en 1907, prend en 1908 le nom de Société normande de peinture moderne.
L'État achète à Eugène Tirvert Dégel en 1915 et Rouen en 1916 en 1916. Sa maison de Blainville-Crevon et ses collections sont incendiées par les Allemands en juin 1940. Il ne s'en relève pas et finit sa vie, solitaire, dans les communs de son ancienne demeure.

## Expositions
- Léonard Bordes, Eugène Tirvert, Galerie moderne, Rouen, 1922[6].